# Коста, Мэри
Мэри Коста (англ. Mary Costa; род. 5 апреля 1930, Ноксвилл, Теннесси) — американская актриса и певица, наиболее известная озвучиванием принцессы Авроры в диснеевском мультфильме 1959 года, «Спящая красавица». Она также является профессиональной оперной певицей.

## Биография
Мэри Коста родилась в Ноксвилле, штате Теннесси, где она прожила большую часть своего детства. В возрасте шести лет, она обучалась пению в Воскресной школе, где пела сольные партии. В раннем подростковом возрасте, Коста вместе с родителями переехала в Лос-Анджелес, где она окончила среднюю школу и получила награду как «выдающийся голос среди старшеклассников Южной Калифорнии». После школы она поступила в Лос-Анджелесскую консерваторию, учиться у знаменитого маэстро, Гастона Усигли. Между 1948 и 1951 годами, она работала на радио вместе с Эдгаром Бергеном и Чарли МакКарти. Она также пела с Дином Мартином и Джерри Льюисом на концертах в Лос-Анджелесе, и сделала многочисленные рекламные ролики для Радио-люкс Театра.

## Фильмография
| Год  |    | Русское название    | Оригинальное название | Роль                           |
| ---- | -- | ------------------- | --------------------- | ------------------------------ |
| 1953 | ф  | Женись на мне снова | Marry Me Again        | Джоан                          |
| 1957 | ф  | Большой каперсник   | The Big Caper         | Кэй                            |
| 1959 | мф | Спящая красавица    | Sleeping Beauty       | Принцесса Аврора (озвучивание) |
| 1972 | ф  | Большой вальс       | The Great Waltz       | Джетти Треффс                  |
| 2000 | ф  | Тит Андроник        | Titus Andronicus      | плакальщица                    |
| 2007 | ф  | Зачарованная        | Enchanted             | пожилая дама на балу           |

## Награды
- Национальная медаль США в области искусств (2020).
- Легенды Диснея (1999).